# Freon
Col nome commerciale di freon (marchio registrato dell'azienda chimica DuPont) è identificata una famiglia di composti chimici derivanti dal metano e dall'etano per sostituzione degli atomi di idrogeno con atomi di alogeni (cloro, fluoro, bromo). Chimicamente questo tipo di composti appartiene alla famiglia degli alogenuri alchilici. Talvolta tali composti vengono chiamati impropriamente clorofluorocarburi (abbreviato in CFC).
Questo composto fu sintetizzato da Thomas Midgley (che ne annunciò l'invenzione ad un convegno dell'American Chemical Society nell'aprile del 1930) e, a partire dal 1931, trovò inizialmente applicazione come fluido refrigerante nei cicli frigoriferi a compressione. A seguito di un articolo pubblicato il 16 maggio 1985 da un gruppo di scienziati su Nature, che indicava come i clorofluorocarburi fossero i principali responsabili di un buco nella fascia di ozono, un gas che avvolge la Terra e la protegge dai raggi ultravioletti dannosi del Sole, alcuni di questi composti (in particolare quelli contenenti cloro) sono stati banditi dal protocollo di Montréal del 1987, eccetto che negli usi per cui non si possono trovare gas sostitutivi.

## Caratteristiche e impieghi
I freon composti con un solo atomo di carbonio sono generalmente prodotti per sintesi chimica tramite sostituzione dell'idrogeno con alogeni nella struttura del metano. La sostituzione di un atomo di idrogeno con un atomo di fluoro è un'operazione relativamente semplice che provoca un aumento di densità, mentre la sostituzione di un atomo di idrogeno con uno di cloro provoca generalmente un aumento del calore latente di evaporazione e una riduzione della temperatura di ebollizione del fluido. Per questo motivo i freon sono i fluidi refrigeranti ideali per i cicli frigoriferi a compressione. Sono dei composti sicuri per via della loro elevatissima stabilità nei confronti di molti agenti chimici. Sono biologicamente inerti. Non sono infiammabili e svolgono un'azione anticatalitica nei confronti del fuoco tanto che vengono usati come agenti estinguenti gassosi per estintori con il nome di halon. Uno degli effetti indesiderati dei gas inerti come gli halon è che, in caso di fughe in ambienti confinati, impoverisce il tenore di ossigeno provocando asfissia.
Una classe di freon, i clorofluorocarburi (CFC), per via della loro inerzia chimica, sono stati inoltre impiegati come gas di propulsione per aerosol, come solventi nell'industria chimica e come fluidi traccianti. I composti più leggeri contenenti cloro e bromo sono ormai stati abbandonati e resi illegali, perché ritenuti responsabili del "buco nell'ozono", ovvero della degradazione dello strato di ozono nell'alta atmosfera alle alte latitudini.
Le misure adottate in ottemperanza al Protocollo di Montreal (1987) hanno prodotto un rapido declino nelle emissioni di clorofluorocarburi nell'atmosfera a partire dagli anni 1990. Il loro uso illegale nella Cina orientale è stato ritenuto responsabile di una flessione nella velocità di contenimento della concentrazione atmosferica di clorofluorocarburi osservata tra il 2013 e 2017. Tuttavia, misurazioni successive hanno confermato una continua rapida diminuzione della concentrazione atmosferica.

## Classificazione
I freon vengono classificati nella famiglia degli alogenuri alchilici, pertanto il loro nome dovrebbe essere dato seguendo le regole della nomenclatura chimica. Al di fuori degli ambienti universitari, rimane largamente in uso la classificazione ASHRAE, inizialmente standardizzata nel 1957 e tuttora in uso.
A seconda della presenza o meno di cloro, i freon sono divisi in:
- CFC (clorofluorocarburi): sono ottenuti per sostituzione completa degli atomi di idrogeno dagli idrocarburi di partenza, e non sono più utilizzati a causa della loro dannosità per lo strato di ozono stratosferico (dannosità dovuta esclusivamente al cloro); i CFC (completamente clorurati o fluorurati) sono comunemente gas incolori, senza odore o con debole odore di etere, ininfiammabili, chimicamente stabili, senza alcun'azione tossica;
- HCFC (idroclorofluorocarburi): rispetto ai CFC presentano idrogeno e quindi meno cloro; sono dunque meno pericolosi per lo strato di ozono, ma anche questi gas non sono più impiegati; questi composti, contenenti almeno un atomo di idrogeno, sono più tossici rispetto agli omologhi CFC;
- HFC (idrofluorocarburi): sono totalmente privi di cloro e quindi non rappresentano un problema per quanto riguarda l'ozono; bisogna però sottolineare che tutti questi fluidi (HFC e i cosiddetti fluidi ecologici quali l'R410a) contribuiscono all'effetto serra;[4]
- HFE (idrofluoroeteri): sono molecole fluorurate caratterizzate da legami di tipo etere, ovvero che contengono anche ossigeno; non sono dannose per lo strato di ozono e hanno un basso GWP;
- CFE (clorofluoroeteri): sono molecole fluorurate caratterizzate da legami di tipo etere, ma contenenti anche cloro.